# Ficus angladei
Ficus angladei là một loài thực vật thuộc họ Moraceae. Đây là loài đặc hữu của Ấn Độ.